# Jean Baptiste de La Vérendrye

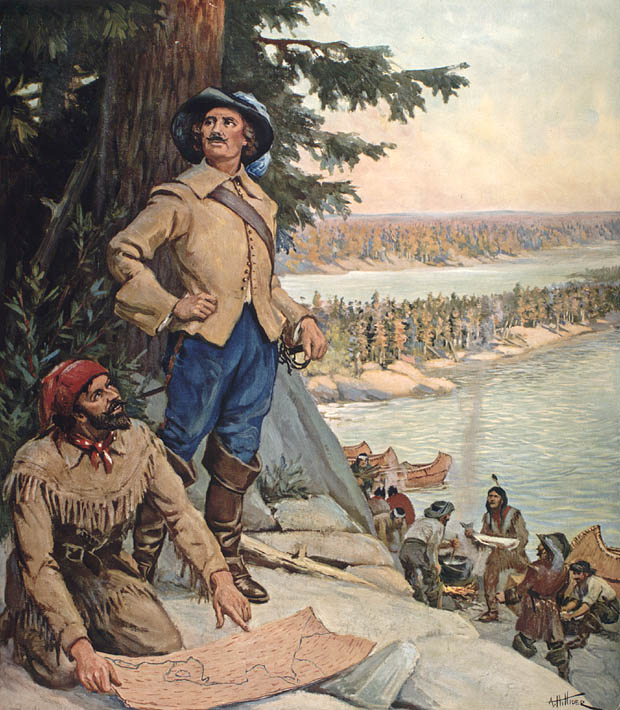
La Vérendrye at the Lake of the Woods (Jean-Baptiste de La Vérendrye y su primo, Christopher Dufrost de La Jemeraye)

Jean-Baptiste Gaultier de la Vérendrye (Sorel, Nueva Francia, 3 de septiembre de 1713–cerca de Fort St. Charles, 6 de junio de 1736), miembro de una importante familia de  comerciantes de pieles y exploradores de Canadá, es recordado por haber descubierto el lago Winnipeg en 1734.

## Biografía
Jean-Baptiste Gaultier de la Vérendrye era el hijo mayor de Pierre Gaultier de Varennes et de La Vérendrye y Marie-Anne Dandonneau Du Sablé. Nació en la isla Dupas cerca de Sorel, Nueva Francia.
Jean Baptiste, con tres hermanos, Pierre Gaultier de La Vérendrye, François de La Vérendrye y Louis-Joseph Gaultier de la Vérendrye, sirvió en la expedición que su padre llevó al oeste en 1731. Cuando llegaron a Fort Kaministiquia algunos de los engagés (empleados contratados), agotados por el largo viaje en canoa desde Montreal y desalentados por los difíciles portajes a los que se enfrentarían, se negaron a seguir adelante. El segundo de su padre al mando, Christopher Dufrost de La Jemeraye y Jean Baptiste llevaron al oeste una pequeña partida hasta el lago Rainy y establecieron un fuerte que llamaron Fort St. Pierre (por la iglesia parroquial donde fue bautizado Jean Baptiste).
Al año siguiente, Jean-Baptiste fue decisivo en la fundación del Fort St. Charles en el lago de los Bosques y en 1734 fundó Fort Maurepas en el río Rojo del Norte.
El 6 de junio de 1736 un grupo de indios sioux emboscaron a una partida dirigida por Jean Baptiste poco después de salir de Fort St. Charles, cuando se dirigían a Fort Kaministiquia a buscar provisiones. Jean Baptiste, el padre Jean-Pierre Aulneau y otros 19 hombres fueron asesinados. Sus cuerpos fueron trasladados más tarde a Fort Saint-Charles y enterrados en la capilla.
La participación de Jean-Baptiste de La Vérendrye en la construcción de Fort Maurepas lo convierte en uno de los fundadores de la actual provincia de Manitoba.